# Jean Martinet (Mathematiker)
Jean Martinet (* 19. September 1937 in Saint-Dizier; † 3. Juli 1990 in Straßburg) war ein französischer Mathematiker, der sich mit Dynamischen Systemen, qualitativer Theorie von Differentialgleichungen und Differentialtopologie (Singularitätentheorie) befasste.

## Leben
Martinet wurde 1969 in Grenoble habilitiert (Doctorat d´Etat) (Sur les singularités des formes différentielles) und ging danach als Maitre des conférences zu seinem Lehrer Georges Reeb an die Universität Straßburg, wo er nach Zwischenstation in Mühlhausen 1976 eine volle Professur erhielt (ab 1989 Professeur de classe exceptionelle).
Er war auch in der Mathematikpädagogik aktiv und war zeitweise Leiter des IREM (Institut de recherche sur l’enseignement des mathématiques) in Straßburg.
1971 bewies er, dass jede geschlossene orientierbare 3-Mannigfaltigkeit Kontaktstrukturen besitzt. Genauer bewies er wie gleichzeitig der französische Mathematiker Robert Lutz (in seiner Dissertation in Straßburg 1971), dass jedes Ebenenfeld auf geschlossenen orientierbaren 3-Mannigfaltigkeiten homotop zu einer Kontaktstruktur ist.

## Schriften
- Singularities of smooth functions and maps, Cambridge University Press 1982
- Sur les singularités des formes differentielles, Annales Inst. Fourier, Grenoble, Band 20, 1970, Nr. 1, 95–178, numdam
- Theorie des Galois différentielles et resommation, in E. Tournier (Hrsg.) Computer algebra and differential equations, Academic Press 1989, 117–214
- Introduction a la Theorie de Cauchy sauvage, postum von Jean-Pierre Ramis veröffentlicht: Annales Inst. Fourier, 42, 1992, 15–47, numdam
- mit Jean-Pierre Ramis: Elementary acceleration and multisummability, Annales Inst. Henri Poincaré, Band 54, 1991, 1–71, numdam